# Giovanni Isacco
Giovanni Isacco (Trino, 3 aprile 1908 – ...) è stato un calciatore italiano, di ruolo attaccante.

## Carriera
Giocò in Serie A con il Casale e nelle serie minori con Ilva Bagnolese e Nissena.